# Olof Hallin (bryggare)
Olof Bengt Hallin, född 1746, död 24 september 1801, var en svensk bryggare, riksdagsledamot och politiker.

## Biografi
Olof Hallin föddes 1746 och arbetade som bryggare i Linköping. Han avled 1801.
Hallin var riksdagsledamot för borgarståndet i Linköping vid riksdagen 1792.